# Burg Montorge
Die Ruinen der Burg Montorge (französisch Château Montorge) stehen auf dem felsigen Hügel Mont d’Orge in der Nähe von Sitten, Wallis, Schweiz. Der Name stammt vermutlich vom französischen Wort für Gerste (französisch orge), die früher im Wallis häufig angebaut wurde, aber könnte auch „stolz“ (französisch orgueilleux) heissen. Um die dominante Lage auszunützen, errichtete das Haus Savoyen die Felsenburg bereits im 13. Jahrhundert. Die Burg ging in die Hände des Bischofs von Sion über und war in der zweiten Hälfte des 14. Jahrhunderts oft in Kriegshandlungen verwickelt. Sie wurde um 1417 während des Raronhandels zerstört und nicht mehr aufgebaut. Die Ruine ist ein schweizerisches Kulturgut von regionaler Bedeutung.

## Geschichte
Die Burg wurde um 1230 von Aymon de Chablais, Sohn des Grafen Thomas I. von Savoyen, erbaut. Sie stand auf dem Gebiet des Bischofs von Sion und diente dazu, den Durchgang ins Oberwallis zu überwachen. Der Bischof willigte in den Bau nicht ein, so dass eine militärische Auseinandersetzung die Folge war. In einem Abkommen von 1260 zwischen Peter II. von Savoyen und dem Bischof Heinrich I. von Raron wurde die Grenze zwischen ihren jeweiligen Gebieten durch den Fluss Morge festgelegt. Die zum Haus Savoyen gehörige Burg stand aber auf der bischöflichen Seite der Grenze. In einer Vereinbarung wurde die Zerstörung der Burg festgelegt, was die Savoyer aber verzögerten. 1264 verlor der Bischof die Geduld und nahm die Burg mit Gewalt, zerstörte sie aber nicht, sondern erklärte das Abkommen für nichtig. Wenig später liess Bischof Peter von Oron die Burg renovieren und versah sie mit einer Garnison.

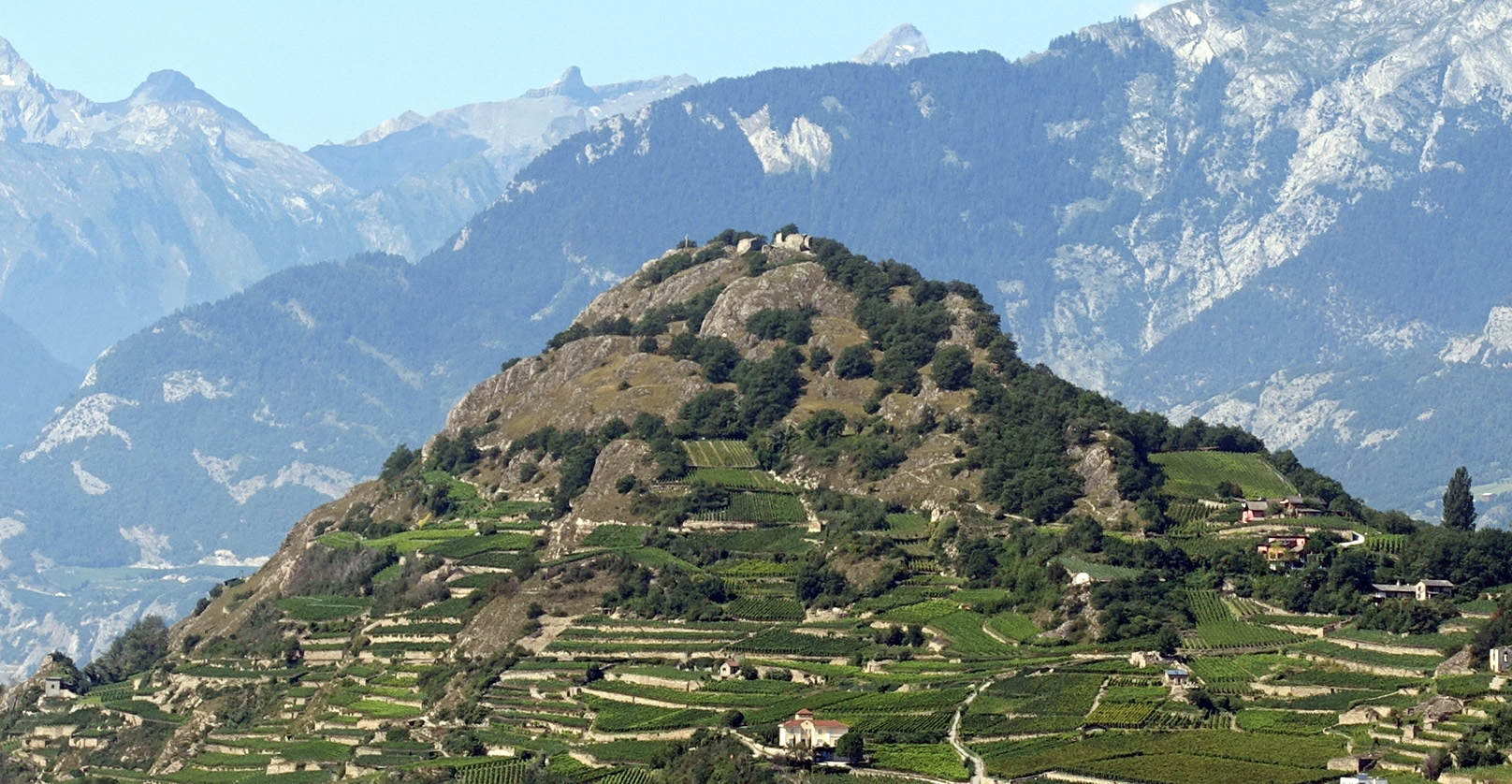
Blick aus Richtung Sitten auf den Hügel Mont d’Orge mit der Ruine der Höhenburg auf dem Gipfel.

In der Mitte des 14. Jahrhunderts begannen Truppen aus dem Oberwallis unter Führung von Antoine de la Tour die Ländereien von Bischof Witschard Tavel zu bedrohen. Er suchte Unterstützung beim Grafen von Savoyen Amédée VI., aber dieser nutzte die Gelegenheit, Sion (Sitten) zu überfallen und die Burg zurückzuerobern. Die Konflikte kulminierten 1364 in einem Bürgerkrieg und 1375 in der Ermordung von Bischof Girard Tavel auf der Seidenburg. Zu dieser Zeit ging die Burg wieder in die Hände des Hauses Savoyen über.
Zu Beginn des 15. Jahrhunderts bestimmten die Freiherren von Raron die Politik des Wallis, insbesondere der Bischof von Sitten, Wilhelm II. von Raron, auch Wilhelm V. genannt. und der Landeshauptmann Witschard von Raron. Sie erlangten auch die Kontrolle über die Burg. Ihre Herrschaft wurde jedoch unpopulär, und während des Raronhandels rebellierten die Oberwalliser gegen sie. Während dieser Kämpfe wurde die Burg Montorge im Jahr 1417 zusammen mit den in der Nähe gelegenen Burgen Beauregard, Seta und Tourbillon zerstört.

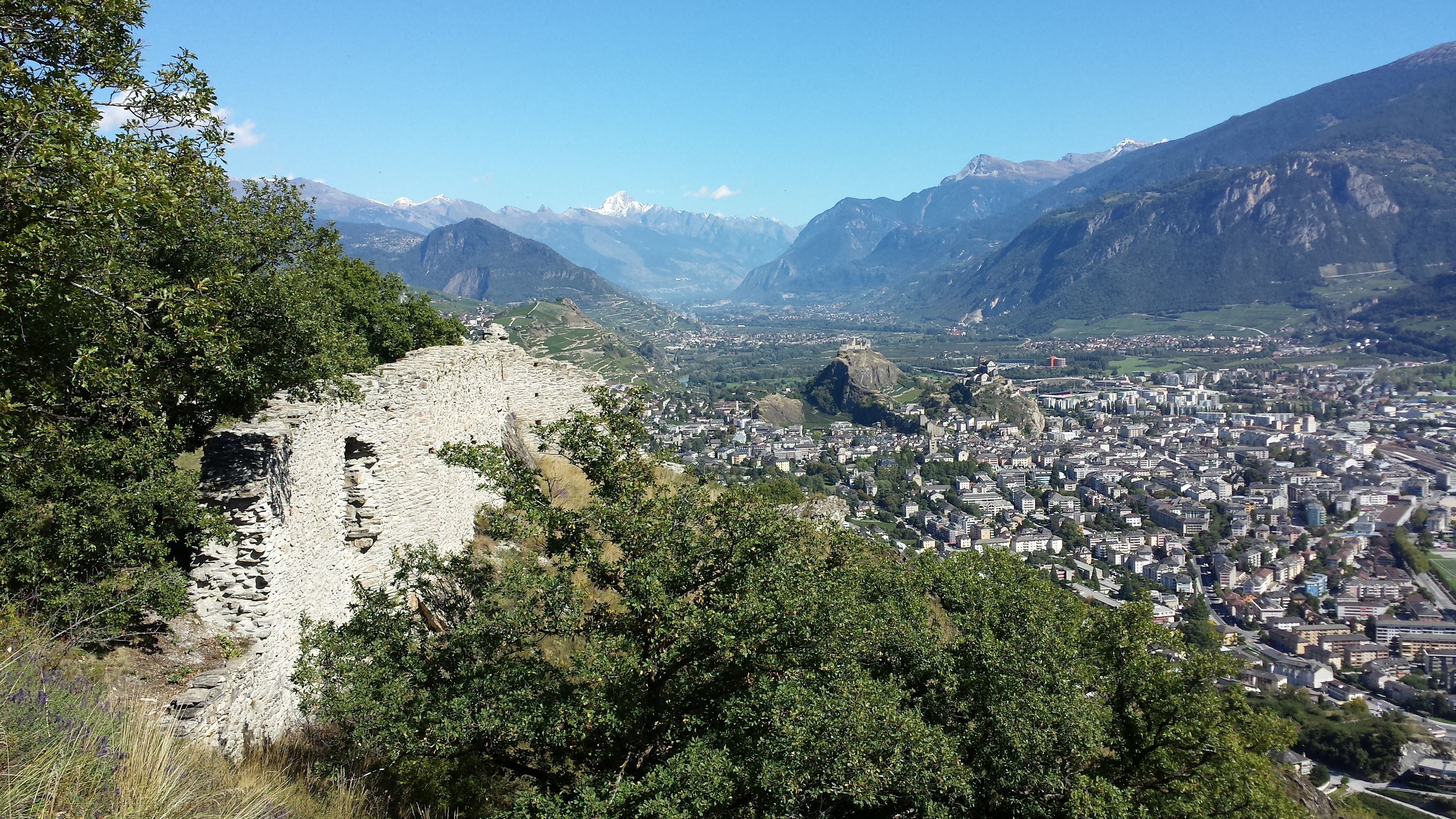
Burgwand im Süden links im Bild und Sion rechts. Schloss Tourbillon und die Basilika von Valeria in der Mitte.

Die Burg Montorge wurde nie wieder aufgebaut. In den Jahren 2002–2005 wurden archäologische Forschungen durchgeführt, das Mauerwerk verfestigt und der Zugang zur Ruine verbessert.

## Zugang und Ort
Die Ruine steht auf dem Gipfel des Mont d’Orge auf der Höhe 782 m ü. M. etwa zwei Kilometer westlich von Sion und bietet einen weiten Blick über das ganze Tal. Der Ort kann leicht zu Fuss vom Dorf Montorge über verschiedene, gut markierte Wege erreicht werden.
Der ursprüngliche Zugang zur Burg liegt im Norden des Bergrückens. Dieser wurde von einem in den Felsen gegrabenen Burggraben mit einer Zugbrücke durchschnitten. Dann ging man um den grossen Turm und kam am zweiten Eingang an, der wiederum durch einen Graben und eine Zugbrücke verteidigt werden konnte. Durch ein schweres Tor konnte man in den Innenhof der Burg gelangen. Der Rahmen dieses Tores und der grosse Turm sind teilweise erhalten.
Im Innenhof stand das Zentralgebäude, von dem nur noch das Untergeschoss mit dem Keller und der Wasserzisterne erkennbar sind.  Zwei angegliederte Gebäude standen südlich des Hauptgebäudes. Der Hof wurde an der Nord- und Südseite durch massive Mauern verteidigt, aber nur deren südlicher Teil ist noch erhalten. In dieser Mauer sind Schiessscharten und Latrinen leicht zu erkennen.
Die Westseite der Burg wurde von einem runden, vermutlich etwa 15 Meter hohen Turm beherrscht, der ebenfalls durch einen Graben geschützt war. Das Fundament des Turms wurden erst bei den neueren archäologischen Grabungen gefunden.